# Un homme à part
Pour plus de détails, voir Fiche technique et Distribution.
Un homme à part (A Man Apart) est un film américano-allemand réalisé par F. Gary Gray et sorti en 2003.
Le film reçoit des critiques globalement négatives à sa sortie et ne rencontre pas un immense succès auprès du public.

## Synopsis
Lorsqu'après sept ans d'enquête, Sean Vetter (Vin Diesel) et Demetrius Hicks (Larenz Tate), agents de la DEA, capturent enfin le baron de la drogue, Memo Lucero (Geno Silva (en)), ils portent un coup sévère au trafic qui salit l'image de la Californie. Mais un mystérieux individu, surnommé Diablo, est déterminé à reprendre le cartel en main. En représailles, il essaye de faire abattre Sean une nuit dans sa maison. Sean est blessé et Stacy (Jacqueline Obradors) son épouse est tuée. Entre les deux hommes, la guerre devient personnelle.

## Fiche technique
Sauf indication contraire, les informations mentionnées dans cette section peuvent être confirmées par la base de données cinématographiques IMDb,  présente dans la section « Liens externes ».
- Titre français : Un homme à part
- Titre original : A Man Apart
- Titre de travail : Diablo
- Réalisation : F. Gary Gray
- Scénario : Christian Gudegast et Paul Scheuring
- Musique : Anne Dudley
- Montage : William Hoy
- Production : Tucker Todley, Vincent Newman (en), Joseph Nittolo et Vin Diesel
- Sociétés de production : New Line Cinema, DIA Productions GmbH & Co. KG, Joseph Nittolo Entertainment et Newman/Tooley Films
- Sociétés de distribution : Metropolitan Filmexport (France) ; RCV Film Distribution (Belgique) ; New Line Cinema (États-Unis)
- Pays de production :  États-Unis,  Allemagne
- Langue originale : anglais
- Budgets : 36 millions de dollars
- Format : couleurs - 2,35:1 - Son Dolby Digital / DTS - 35 mm
- Genre : action, drame, policier
- Durée : 109 minutes
- Dates de sortie[1] :
  - États-Unis et Canada : 4 avril 2003
  - Belgique et France : 28 mai 2003
- Classification[2] :
  - États-Unis : R
  - France : interdit aux moins de 12 ans

## Distribution
- Vin Diesel (VF : Thierry Mercier - VQ : James Hyndman) : Sean Vetter, agent de la DEA
- Larenz Tate (VF : Lucien Jean-Baptiste - VQ : Martin Watier) : Demetrius Hicks, coéquipier et ami de Sean
- Timothy Olyphant (VF : Manuel Gélin - VQ : Alain Zouvi) : Jack Slayton
- Jacqueline Obradors (VF : Ethel Houbiers - VQ : Camille Cyr-Desmarais) : Stacy Vetter, épouse de Sean
- Steve Eastin (VF : Diego Asensio - VQ : Jean-Marie Moncelet) : Ty Frost
- Jeff Kober (VF : Bernard Métraux - VQ : Patrice Dubois) : Pomona Joe
- Emilio Rivera : Garza
- Ken Davitian : Ramon Cadena
- Alice Amter : Marta
- Geno Silva (en) (VQ : Benoît Marleau) : Memo Lucero
- Karrine Steffans (en) : Candice Hicks, épouse de Demetrius
- Juan Fernández (en) (VQ : Luis de Cespedes) : Mateo Santos
- Marco Rodríguez (en) : Hondo
- Rachel Sterling (de) : Assia
- Mike Moroff (d) : Gustavo Leon
- George Sharperson (VF : Jacques Martial - VQ : Guy Nadon) : Big Sexy, ami de Sean et de Demetrius
- Malieek Straughter (VF : Christophe Lemoine - VQ : Jean-François Beaupré) : Overdose

Sources et légende : Version française (VF)  sur Voxofilm

## Production
Les producteurs Joseph Nittolo, Tucker Tooley et Vincent G. Newman ont l'idée de développer un film sur le trafic de stupéfiants en voyant la recrudescence des articles du Los Angeles Times consacrés aux cartels et à la corruption croissante au Mexique depuis des années.
Après des projections test négatives, le réalisateur John Herzfeld est engagé comme tourner des scènes supplémentaires. La fin du film et notamment le final au cimetière est totalement modifiée. Le film est remonté, ce qui repousse la sortie du film. Le film, alors intitulé Diablo, est alors changé en raison d'un procès intenté par la société Blizzard Entertainment, développeur de la série de jeux vidéo Diablo. Il est alors renommé A Man Apart,.

### Tournage
Le tournage a lieu en Californie (Los Angeles et notamment San Pedro, Santa Clarita, Universal Studios, Malibu, Inyokern, Ridgecrest, Trona), au Nouveau-Mexique, ainsi qu'à Tijuana au Mexique.

## Accueil

### Critiques
Sur l’agrégateur de critiques Rotten Tomatoes, il obtient que 11% d'avis favorables pour 132 critiques et une note moyenne de 4⁄10. Le consensus suivant résume les critiques compilées par le site : « Les éléments d'action et dramatiques ne se mélangent pas bien dans ce film d'action cliché ». Sur Metacritic, il obtient une note moyenne de 36⁄100 pour 32 critiques.
Sur le site AlloCiné, qui recense 15 critiques de presse, le film obtient la note moyenne de 2,3⁄5
.

### Box-office
Après un retard prolongé, Un homme à part est finalement sorti le 4 avril 2003 dans 2 459 salles et a généré 11 019 224 dollars de recettes lors de son week-end d'ouverture, se classant au 3e rang au box-office. En date du 10 juillet 2003, le film avait un total brut de 26 736 098 dollars au box-office américain et un montant brut en devises de 17 614 828 dollars, soit un total mondial de 44 350 926 dollars.
| Pays ou région    | Box-office      | Date d'arrêt du box-office | Nombre de semaines |
| ----------------- | --------------- | -------------------------- | ------------------ |
| États-Unis Canada | 26 736 098 $    | 10 juillet 2003            | 11                 |
| France            | 300 137 entrées | -                          | -                  |
| Total mondial     | 44 350 926 $    | -                          | -                  |